# 石清水祭
石清水祭（いわしみずさい）とは、京都府八幡市の石清水八幡宮の例祭。賀茂祭（葵祭）・春日祭とともに三勅祭の一つとされている（日本三大勅祭）。

## 祭礼
毎年9月14日夕刻から9月15日深夜にかけて行われる。かつては旧暦の8月15日に行われたが、明治17年（1884年）から新暦の9月に行われている。
1949年（昭和24年）からは、旧儀を加味して行われるようになり、参向の勅使や随員を含め古儀の服装に改められた。
一般に三勅祭の一つとされているが、石清水八幡宮では勅使である上卿の出迎えを受けてから見送りを受けるまでを官祭とし、その前後の私祭と分ける見解をとっている。
以下のような日程となっている。
- 9月14日
  - 夕刻 - 外殿渡御
- 9月15日
  - 午前2時頃 - 神幸祭
  - 午前3時40分頃 - 絹屋殿著御の儀
  - 午前4時15分頃 - 頓宮神幸の儀
  - 午前5時30分頃 - 奉幣の儀
  - 午前8時頃 - 放生行事
  - 午後5時頃 - 還幸の儀
  - 午後10時頃 - 内殿渡御

明治まで、石清水放生会と言われていたが、この石清水祭と言う言い方が定着していった。

## その他
- 京阪鋼索線では、この祭事時において終夜運転を行っている[3][4]。